# Bayer HealthCare
Die Bayer HealthCare AG (BHC) war seit Oktober 2003 ein rechtlich selbständiges Unternehmen und ein Teilkonzern der Bayer AG.
Bayer HealthCare mit Sitz in Leverkusen erforschte, entwickelte, produzierte und vertrieb medizinische Produkte, die der Vorsorge, der Diagnose und der Behandlung von Krankheiten dienten.
Produktionsstätten befanden sich in Europa, Asien, Nord- und Südamerika sowie in Afrika, Australien und Neuseeland.
Wichtigste und bekannteste Produkte der Bayer HealthCare AG waren Aspirin, Lefax, Talcid, Bepanthen, Rennie, Ascensia; aus Bayer Schering Pharma: Betaferon, Isovist, Magnevist, Nexavar, Levitra, Diane, Yaz, Yasmin, Xarelto etc.
Mit der Ausrichtung auf die Life-Science-Geschäfte wurde zum 1. Januar 2016 die Organisationsstruktur von Bayer geändert. Das Geschäft wird seitdem über die drei Divisionen Pharmaceuticals, Consumer Health und Crop Science sowie die Geschäftseinheit Animal Health geführt. Der bisherige Teilkonzern Bayer HealthCare wurde aufgelöst.

## Gliederung

### Unternehmensbereiche
Das Unternehmen gliederte sich in vier Divisionen.
| Division        | Standort                      | Aufgaben |
| --------------- | ----------------------------- | --- |
| Animal Health   | Monheim am Rhein, Deutschland | Tierarzneimittel und -pflegeprodukte                                                                          |
| Pharmaceuticals | Berlin, Deutschland           | verschreibungspflichtige Arzneimittel                                                                         |
| Consumer Care   | Whippany, USA                 | verschreibungsfreie Arznei- und Nahrungsergänzungsmittel, sowie verschreibungspflichtige Dermatologieprodukte |
| Medical Care    | Whippany, USA                 | Blutzucker-Messgeräte, Kontrastmittel, Injektionssystem für Diagnose- und Therapieverfahren                   |

### Bayer HealthCare Pharmaceuticals
Im Jahr 2006 wurde die Schering AG von Bayer übernommen und Bayer Healthcare angegliedert. Daraus entstand das neue Unternehmen Bayer Schering Pharma AG mit Hauptsitz in Berlin, welches eine neue Division innerhalb des Unternehmens darstellte. Durch diesen Zusammenschluss wurde BHC zu einem der weltgrößten Pharmaunternehmen.
Im November 2010 wurde entschieden, dass die Bayer Schering Pharma AG zur Stärkung der Dachmarke Bayer zukünftig nur noch unter dem Namen Bayer HealthCare bzw. als Bayer HealthCare Pharmaceuticals auftreten werde. 2011 wurde das Unternehmen in Bayer Pharma AG umbenannt.

### Bayer HealthCare Consumer Care
Im Februar 2014 kündigte Bayer die Übernahme von Dihon Pharmaceuticals an. Dihon Pharmaceuticals, ein Hersteller rezeptfreier Medikamente, produzierte und vertrieb Dermatika und Präparate der traditionellen chinesischen Medizin (TCM) in China, Nigeria, Vietnam, Myanmar und Kambodscha. Mit dem im November 2014 abgeschlossenen Zukauf des chinesischen Unternehmens für ca. 460 Mio. Euro vergrößerte Bayer im Bereich Consumer Care sein OTC-Produktportfolio auf dem chinesischen Markt deutlich.

## Auszeichnungen
Im Oktober 2013 erhielt Bayer HealthCare als Unternehmen des Jahres den Wuppertaler Wirtschaftspreis.